# Rod Smallwood

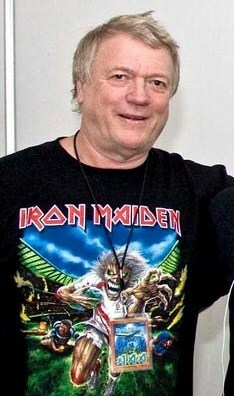
Rod Smallwood 2008

Roderick Charles Smallwood (ur. 17 lutego 1950 w Huddersfield) – menedżer heavymetalowej grupy Iron Maiden. Współzałożyciel Sanctuary Records – obecnie największej firmy zajmującej się kierowaniem zespołami muzycznymi – oraz Phantom Music Management. Obie firmy zostały nazwane tytułami piosenek Iron Maiden („Sanctuary”, „Phantom Of The Opera”).
Przed rozpoczęciem współpracy z Maiden był menedżerem Steve Harley & Cockney Rebel.
Jego osoba była pierwowzorem bohatera piosenki Iron Maiden „Sheriff of Huddersfield”. Został on przyrównany do postaci szeryfa z Nottingham – przeciwnika Robin Hooda – z powodu swojego powszechnie znanego skąpstwa. Utwór wydany został na stronie B singla „Wasted Years”.
Na początku istnienia Iron Maiden na koncertach grupy przyjmował rolę Eddiego – maskotki zespołu.
W Sanctuary był przez pewien czas menadżerem grupy Marillion.